# لاسیدن (فیلم ۱۹۸۳)
لاسیدن (انگلیسی: Flirt) فیلمی ایتالیایی-فرانسوی در سبک درام است که در سال ۱۹۸۳ منتشر شد. از بازیگران آن می‌توان به مونیکا ویتی و آلساندرو هابر اشاره کرد.